# Bolet de la palla
El bolet de la palla (Volvariella volvacea) és una espècie de bolet comestible que es cultiva i usa extensament en la cuina asiàtica. En xinès es coneix com a cǎogū (草菇|草菇), literalment. "bolet de palla"), en idioma Thai es diu hed fang (เห็ดฟาง|เห็ดฟาง), i en vietmnamita nấm rơm.
També es troba, rarament, a Europa, a finals de tardor, en terrenys amb molt de nitrogen.

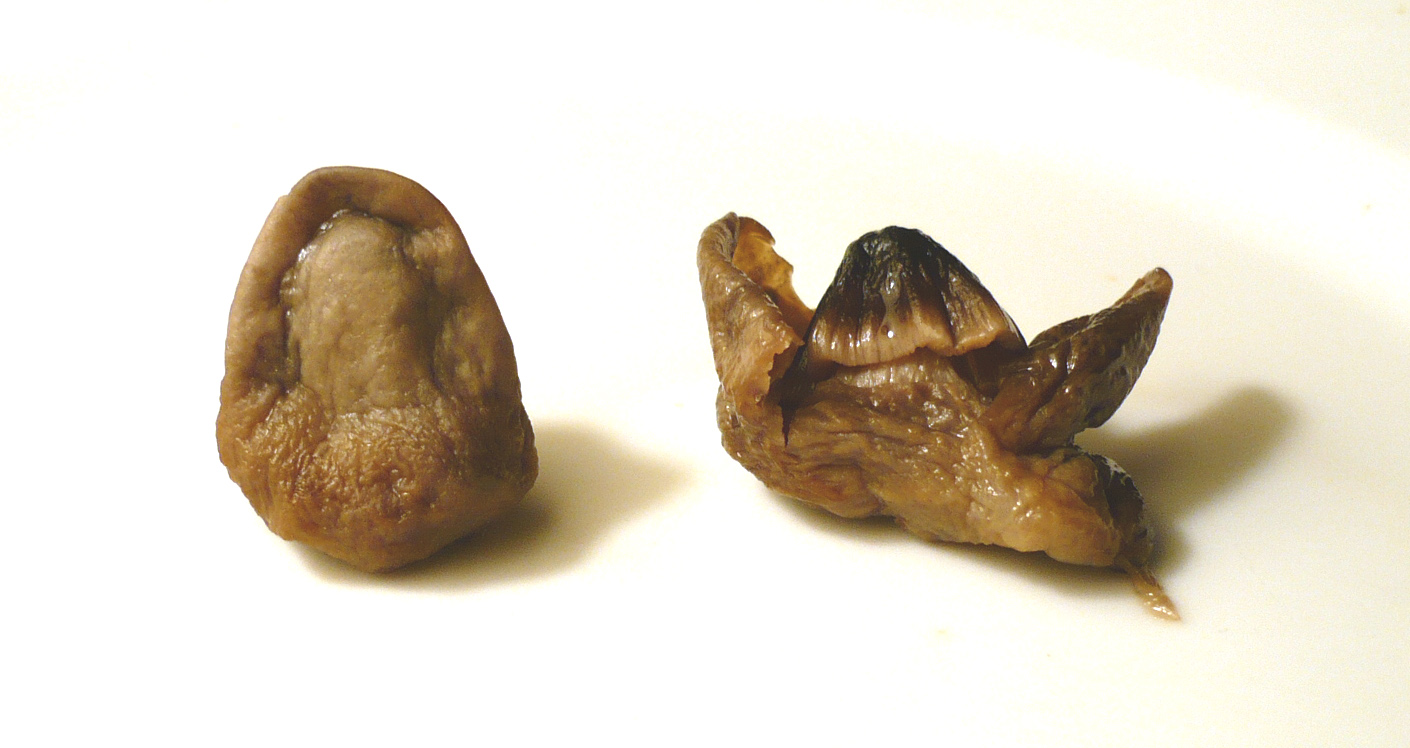
Bolets de la palla tal com es cullen

Fora del seu lloc d'origen és més freqüent trobar-lo enllaunat o assecat.
El seu nom científic fa referència a la presència de volva.
Aquest bolet es cultiva sobre palla d'arròs i s'agafa immadur abans que s'obrin els capells.
Coma comestible és bastant apreciat.
En estat embrionari pot ésser confós amb el bolet mortal farinera borda Amanita phalloides encara que en la farinera borda les làmines són blanques i en el bolet de la palla són rosades.